# Cithaerias andromeda
Cithaerias andromeda (gênero Cithaerias) é uma borboleta neotropical da família Nymphalidae e subfamília Satyrinae, encontrada no Suriname, Guiana Francesa, Venezuela, Peru, Bolívia e Brasil amazônico, em habitat de floresta tropical. São borboletas com asas arredondadas e extremamente translúcidas, com pequenos ocelos em cada asa posterior e mancha de cor violeta com algumas pontuações mais claras.

## Hábitos
Segundo Adrian Hoskins, sobre Cithaerias pireta, as borboletas deste gênero são encontradas solitárias, ou em duplas, nos recessos úmidos e sombrios das florestas, sendo de voo quase sempre crepuscular e de baixa altura. Se alimentam de frutos fermentados, caídos no solo. Pousam em folhagem seca.

## Subespécies
Cithaerias andromeda possui quatro subespécies:
- Cithaerias andromeda andromeda - Descrita por Fabricius em 1775, de exemplar provavelmente proveniente do Suriname (citado como "Índia" na descrição).
- Cithaerias andromeda esmeralda - Descrita por Doubleday em 1845, de exemplar proveniente do Brasil (Pará).
- Cithaerias andromeda bandusia - Descrita por Staudinger em 1887, de exemplar proveniente do Brasil (Amazonas).[3]
- Cithaerias andromeda azurina - Descrita por Zikán em 1942, de exemplar proveniente do Brasil (Amazonas).